# Zone financière de haute technologie (métro de Foshan)
Zone financière de haute technologie (chinois simplifié : 金融高新区 ; chinois traditionnel : 金融高新區 ; pinyin : jīnrónggāoxīnqū) est une station de passage de la ligne Guangfo du métro de Foshan. Elle se situe dans le district de Nanhai, la ville de Foshan, la province de Guangdong, en Chine.

## Situation sur le réseau
Établie en souterrain, la station Zone financière de haute technologie se situe entre Lac aux mille lanternes, en direction du Nouveau centre-ville de l’est, et Longxi (zh), en direction de Lijiao (zh). Elle est la plus nord station de métro à Foshan.

## Histoire
Cette station est parmi les stations planifiées pendant le panification initial en 2002. Son nom préliminaire fut «Gare routière de Nanhai» (chinois simplifié : 南海汽车站 ; chinois traditionnel : 南海汽車站). Cependant, elle fut finalement renommée «Zone financière de haute technologie», prenant le nom bref de la zone de services de haute technologie du Guangdong pour les institutions financières (chinois simplifié : 广东金融高新技术服务区 ; chinois traditionnel : 廣東金融高新技術服務區), où elle se situe.
Le 28 et le 29 octobre 2010, la station ainsi que la 1re phase de la ligne Guangfo effectuait un essai, pendant quel les passagers voyageaient gratuitement. Le 3 novembre, la station est mis en service formellement.
Pendant les premières années après l’inauguration de la station, son achalandage fut faible parce que la zone financière n’a pris pas vraiment sa forme. Après l’inauguration des grattes-ciel et l’arrivée des sociétés financières, l’achalandage de la station commença à augmenter. En 2020, son achalandage quotidien a dépassé 20000 passagers.

## Services aux voyageurs

### Accès et accueil
La station dispose deux bouches:
|        |                                        |                                     |
| Sortie | Accessibilité                          | Destinations les plus proches       |
| A      | Surface podotactile Escalier mécanique | Immeubles de bureaux                |
| B      | Surface podotactile Escalier mécanique | Immeuble de bureaux Arrêt d’autobus |

### Desserte
La station Zone financière de haute technologie dispose un seul quai central, encadré par deux voies. Il y a une voie de transition à l’est de la station.

Installations
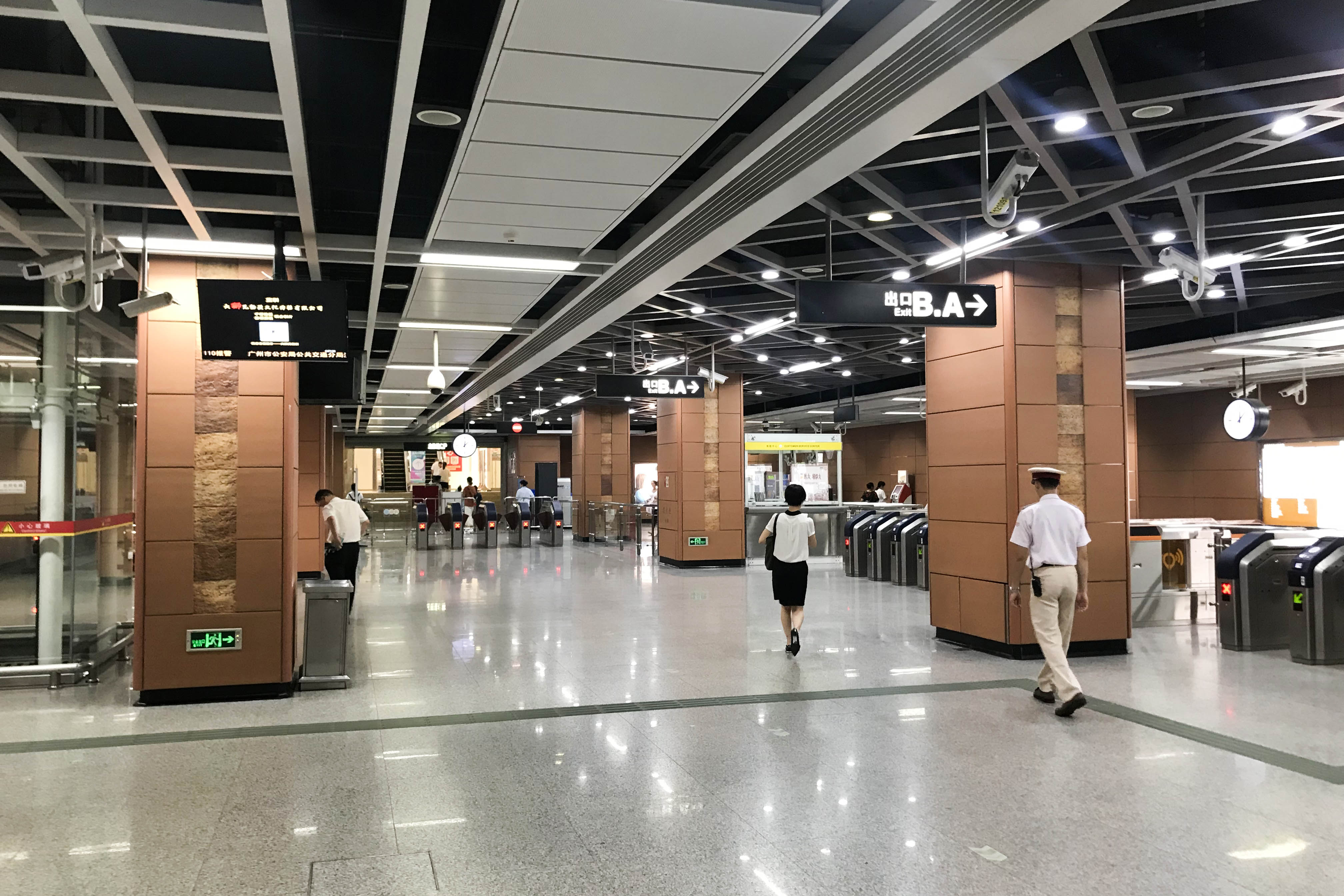
En 2019.
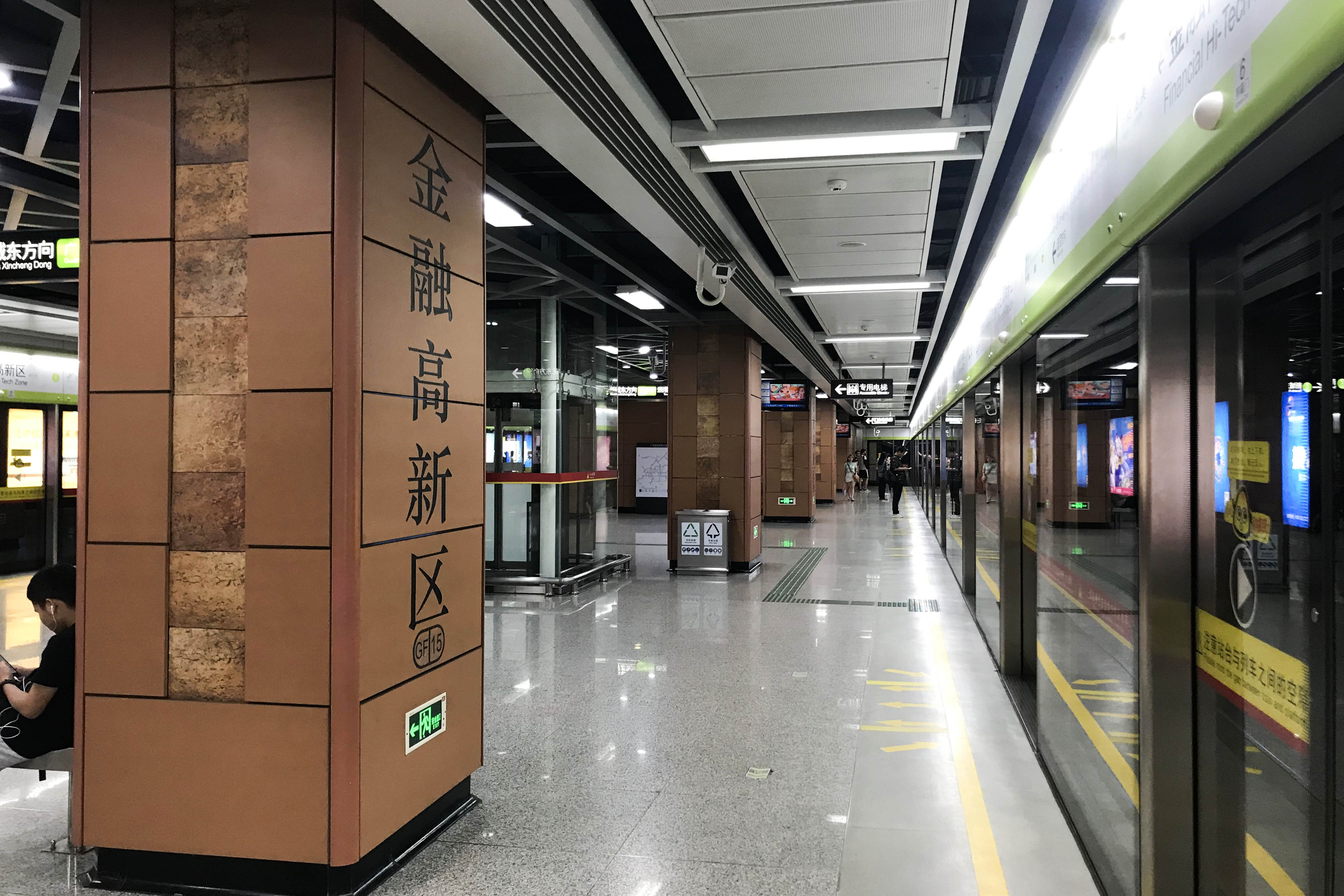
En 2019.
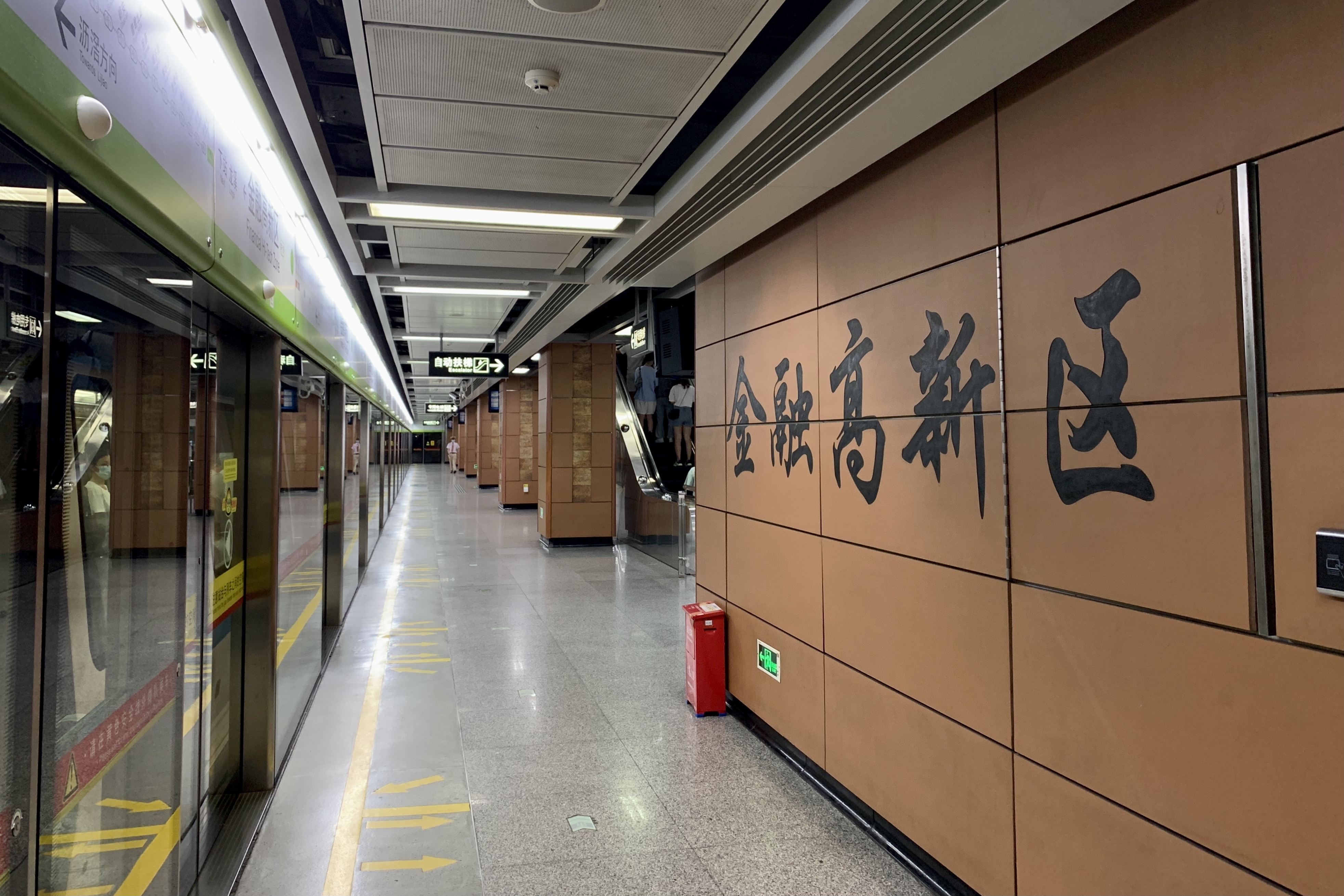
En 2021.